# Jan van Lintelo

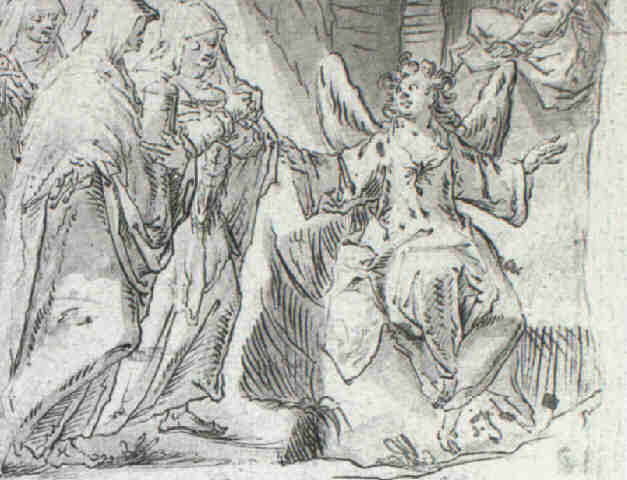
The three Marys at the tomb

Jan van Lintelo (* um 1570; † um 1632) war ein Maler und Glasmaler aus Bocholt. 
Einige seiner Federzeichnungen befinden sich in Museen in Budapest, Düsseldorf, München und Paris. Im Stadtmuseum Bocholt sind vier seiner lavierten Federzeichnungen zu sehen. 
Erstmals erwähnt wird Jan van Lintelo 1595 im Rechnungsbuch der Stadt Bocholt. Seine früheste erhaltene Zeichnung ist von 1611. Seine Glasmalereien aus dem Jahre 1624 in den Fenstern des Erkers des historischen Rathauses Bocholt wurden im Zweiten Weltkrieg am 22. März 1945 zerstört, im Jahre 1982 von Lucy Vollbrecht-Büschlepp rekonstruiert und 1983 eingesetzt. Seine Vorlagen für Kabinettscheiben zählen heute zu den großen deutschen Zeichnungen des Manierismus.
Jan van Lintelo wurde in den Wirren des Dreißigjährigen Krieges aufgrund seiner protestantischen Konfession aus Bocholt vertrieben und starb vermutlich 1632 im niederländischen Exil.